# Бухло, Беньямин
Беньями́н Хайнц-Дитер Бу́хло (нем. Benjamin Heinz-Dieter Buchloh) — немецкий историк искусств и художественный критик.

## Биография
Родился в Кёльне 15 ноября 1941 года, детство провел в Швейцарии. Позже переезжает в Берлин, где поступает в Свободный университет Берлина. Активно участвует в студенческом движении 1968 года. В 1969 году заканчивает обучение и получает степень магистра философии по направлению «Немецкая литература».
Бухло был редактором двух последних изданий (1974 и 1975 года) журнала Interfunktionen, выпускавшегося с 1968 по 1975 годы и посвященного теории искусства, в большей степени неоавангардной. В 1976 году, сменив Каспара Кёнига, становится приглашенным профессором и редактором печати в Колледже искусства и дизайна Новой Шотландии в Галифаксе. В 1978 году некоторое время преподавал в Дюссельдорфской академии художеств.
С 1989 по 1994 год Бухло был адъюнкт-профессором Массачусетского технологического института, а с 1991 по 1993 год — руководителем критических и кураторских исследований Независимой образовательной программы Музея американского искусства Уитни в Нью-Йорке. С 1994 года Бухло занимает должность профессора искусства 20-го века, а также профессора критики и критической теории в Барнард-колледже в Нью-Йорке.
С 2005 года является профессором современного искусства в Гарвардском университете. В 2007 году Бухло получил Золотого льва на 52-й Венецианской биеннале за достижения в области художественной критики. В 2008 году он был избран в Американскую академию искусств и наук. В 2009 году стал членом Американской академии в Берлине.

## Творчество
Бухло является автором многочисленных монографий о современных художниках, в том числе о Герхарде Рихтере, Марселе Бродхарсе, Карле Андре и Дэне Грэме. Его работа об Энди Уорхоле имеет статус фундаментальной. В своих работах Бухло в первую очередь занимается отношениями между историческими авангардами двадцатого века и послевоенными нео-авангардами. Он выступает в качестве посредника между американским и европейским художественным творчеством с шестидесятых годов до настоящего времени и исследует взаимодействие трансатлантических художественных практик в этот период.
В 2002 году издает книгу «Неоавангард и культурная индустрия. Статьи о европейском и американском искусстве 1955—1975 годов» (англ.: Neo-Avantgarde and Culture Industry: Essays on European and American Art from 1955 to 1975"). Она представляет собой сборник из восемнадцати эссе о главных фигурах послевоенного искусства, написанных с конца 1970-х годов и ранее опубликованных в журнале October, соиздателем которого являлся Бухло. Книга включает в себя размышления о Новом реализме во Франции (Арман, Ив Кляйн, Жак де ла Вильлегле), послевоенном немецком искусстве (Йозеф Бойс, Зигмар Польке, Герхард Рихтер), американском Флуксус и поп-арте (Роберт Уоттс и Энди Уорхол), минимализме и постминималистическом искусстве (Майкл Ашер и Ричард Серра), европейском и американском концептуальном искусстве (Даниэль Бюрен, Дан Грэхем). Бухло обращается к некоторым художникам с точки зрения их оппозиционных подходов к языку и живописи (например, Нэнси Сперо и Лоуренс Вайнер). О других он задает более общие вопросы, касающиеся разработки моделей институциональной критики (Ханс Хааке) и теоретизации музея (Марсель Бродхарс); также он обращается к формированию исторической памяти в постконцептуальном искусстве (Джеймс Коулман).
Второй том сборника статей Бухло Formalism and Historicity: Models and Methods in Twentieth-Century Art был издан в 2015 году.

## Основные работы
- Andy Warhol: A Retrospective, with Kynaston McShine and Robert Rosenblum, 1990, ISBN 978-0870706806
- Gerhard Richter: Documenta IX 1992, 1993, ISBN 978-0944219119
- Gerhard Richter, with José Lebrero, 1994, ISBN 978-8480260336
- James Coleman: Projected Images 1972—1994, with Lynne Cooke, 1995, ISBN 978-0944521311
- Experiments in the Everyday: Allan Kaprow and Robert Watts--Events, Objects, Documents, with Judith Rodenbeck, 2000, ISBN 978-1884919077
- Thomas Struth: Portraits, with Thomas Weski, 2001, ISBN 978-3888140969
- Gerhard Richter: Acht Grau, 2002, ISBN 978-3775712750
- Allan Sekula: Performance Under Working Conditions, with Karner Dietrich, 2003, ISBN 978-3901107405
- Neo-Avantgarde and Culture Industry: Essays on European and American Art from 1955 to 1975, 2003, ISBN 978-0262523479
- Art Since 1900 with Hal Foster, Rosalind Krauss, and Yve-Alain Bois, 2004, ISBN 978-0500238189
- Thomas Hirschhorn, 2004, ISBN 978-0714842738
- Flashback: Revisiting The Art of the Eighties, with John Armleder, 2006, ISBN 978-3775716314
- Hans Haacke: For Real, with Rosalyn Deutsche, 2007, ISBN 978-3937572598
- Andy Warhol: Shadows and Other Signs of Life, 2008, ISBN 978-3865603845
- Ground Zero, with David Brussel and Isa Genzken, 2008, ISBN 978-3865603845
- Nancy Spero, with Mignon Nixon and Helene Cixous, 2008, ISBN 978-8489771604
- Bauhaus 1919—1933, with Barry Bergdoll, Leah Dickerman, and Brigid Doherty, 2009, ISBN 978-0870707582
- Gerhard Richter: Large Abstracts, 2009, ISBN 978-3775722490
- Art Since 1900: 1900 to 1944, with Hal Foster, Yve-Alain Bois, and Rosalind Krauss, 2011, ISBN 978-0500289525
- Gerhard Richter: 18 Oktober 1977, 2011, ISBN 978-3883751054
- Formalism and Historicity: Models and Methods in Twentieth-Century Art, 2015, ISBN 978-0262028523
- Vitamin P3: New Perspectives in Painting. Phaidon Press, 2017. ISBN 978-0-7148-7145-5

## Издания на русском языке
- Неоавангард и культурная индустрия. Статьи о европейском и американском искусстве 1955—1975 годов, 2016, ISBN 978-5-9906255-2-5